# Liu Huixia
Liu Huixia (kinesiska: 刘蕙瑕), född 30 January 1997 i Daye i Hubei är en kinesisk simhoppare. Hon vann en guldmedalj i synkroniserade höga hopp tillsammans med Chen Ruolin vid de olympiska sommarspelen 2016 i Rio de Janeiro.
Liu och Chen har även vunnit guldmedaljer vid världsmästerskapen i simsport 2013 och 2015 i samma gren, samt ett guld vid Asiatiska spelen 2014.